# يواخيم تسيلر
يواخيم تسيلر (بالألمانية: Joachim Zeller)‏ (و. 1952  م) هو سياسي ألماني، ولد في أوبولي، كان عضوًا في الاتحاد الديمقراطي المسيحي، شارك في الانتخابات الرئاسية الألمانية 2004.

## مناصب
تولى منصب عضو في البرلمان الأوروبي (منذ 25 مايو 2014)
- عضو في البرلمان الأوروبي (14 يوليو 2009–30 يونيو 2014)[3]
- عمدة ناحية ميته ‏ (2000–2006)[4]
- عمدة ناحية مته ‏ (1996–2000).[4]

## التعليم
تعلم في جامعة هومبولت في برلين.

## روابط خارجية
- يواخيم تسيلر على موقع مونزينجر (الألمانية)